# ريتشارد ووكر (لاعب كرة قدم)
ريتشارد ووكر (بالإنجليزية: Richard Walker)‏ (17 سبتمبر 1980 في المملكة المتحدة - ) هو لاعب كرة قدم بريطاني في مركز الدفاع. لعب مع بورت فايل وماكليسفيلد تاون ونادي ريكسهام ونادي كرو ألكساندرا ونادي هدنسفورد تاون وHalesowen Town F.C. ‏ ونورثويتش فيكتوريا.

## وصلات خارجية
- ريتشارد ووكر على موقع قاعدة بيانات كرة القدم.إي يو (الإنجليزية)
- ريتشارد ووكر على موقع Soccerbase.com (لاعب) (الإنجليزية)